# Automeris dagmarae
Automeris dagmarae é uma espécie de mariposa do gênero Automeris, da família Saturniidae.
Sua ocorrência foi registrada na Nicarágua, Jinotega, El Gobiado, Cooperativa Lina Herreda, numa altitude de 1.280 m. Foi ainda registrada na Colômbia, Costa Rica, Guatemala, Panamá e Venezuela.